# Bossiaea concinna
Bossiaea concinna är en ärtväxtart som beskrevs av George Bentham. Bossiaea concinna ingår i släktet Bossiaea och familjen ärtväxter. Inga underarter finns listade i Catalogue of Life.